# Barichneumon comis
Barichneumon comis är en stekelart som först beskrevs av Wesmael 1857.  Barichneumon comis ingår i släktet Barichneumon och familjen brokparasitsteklar. Inga underarter finns listade.